# باشگاه فوتبال یونگ پی‌اس‌وی
باشگاه فوتبال یونگ پی‌اس‌وی (انگلیسی: Jong PSV) یک باشگاه فوتبال مستقر در هلند است که به عنوان تیم دوم باشگاه ورزشی پی‌اس‌وی آیندهوون از سال ۲۰۱۳ در لیگ دسته اول فوتبال هلند، دومین سطح لیگ فوتبال در این کشور به فعالیت می‌پردازد.

## تاریخچه
تا سال ۲۰۱۳، یونگ پی‌اس‌وی در بلوفتن اردیویسه بازی می‌کرد، لیگی که منحصراً برای تیم‌های ذخیره بود. در آن سال، اتحادیه فوتبال سلطنتی هلند تصمیم گرفت با اضافه کردن دو تیم آماتور و دو تیم ذخیره، ارسته دیویسه را به ۲۰ تیم افزایش دهد. در ابتدا، یونگ آژاکس و یونگ اف سی تونته بر اساس علاقه تیم و نتایج لیگ بلوفتن اردویسه انتخاب شدند. اما پس از اینکه تیم آماتور وی‌وی کاتوایک این پیشنهاد را رد کرد، به یونگ پی‌اس‌وی بازی در چهارم و آخرین سطح لیگ پیشنهاد شد.
از آنجایی که یونگ پی‌اس‌وی وارد سیستم لیگی مشابه باشگاه ورزشی پی‌اس‌وی آیندهوون شده بود، تیم باید قوانین خاصی را رعایت کند.
- این تیم واجد شرایط صعود، پلی آف، سقوط یا جام حذفی فوتبال هلند نیست.
- حداکثر سن بازیکن ۲۳ سال (منهای سه بازیکن میدان و یک دروازه‌بان) است.
- بازیکنانی که ۱۵۰ بازی یا بیشتر در تیم اصلی دارند، واجد شرایط بازی برای یونگ پی‌اس‌وی نیستند.
- سایر قوانین برای تیم‌های ارسته دیویسه در مورد اقامت و مجوزهای مربیگری نیز اعمال می‌شود.[۲]

## ورزشگاه خانگی
یونگ پی‌اس‌وی بازی‌های خانگی خود را در ورزشگاه فیلیپس انجام می‌داد. هنگامی که این استادیوم در دسترس نبود، یونگ پی‌اس‌وی از ورزشگاه یان لوورز به عنوان مکان جایگزین استفاده کرد. در ابتدا د هردگنگ به عنوان یک گزینه در نظر گرفته شد، اما اتحادیه فوتبال سلطنتی هلند این ایده را رد کرد. پس از انجام تعمیرات، د هردگنگ اکنون مکانی رسمی است که یونگ پی‌اس‌وی بازی‌های خود را در آن انجام می‌دهد.